# Australiska plattan

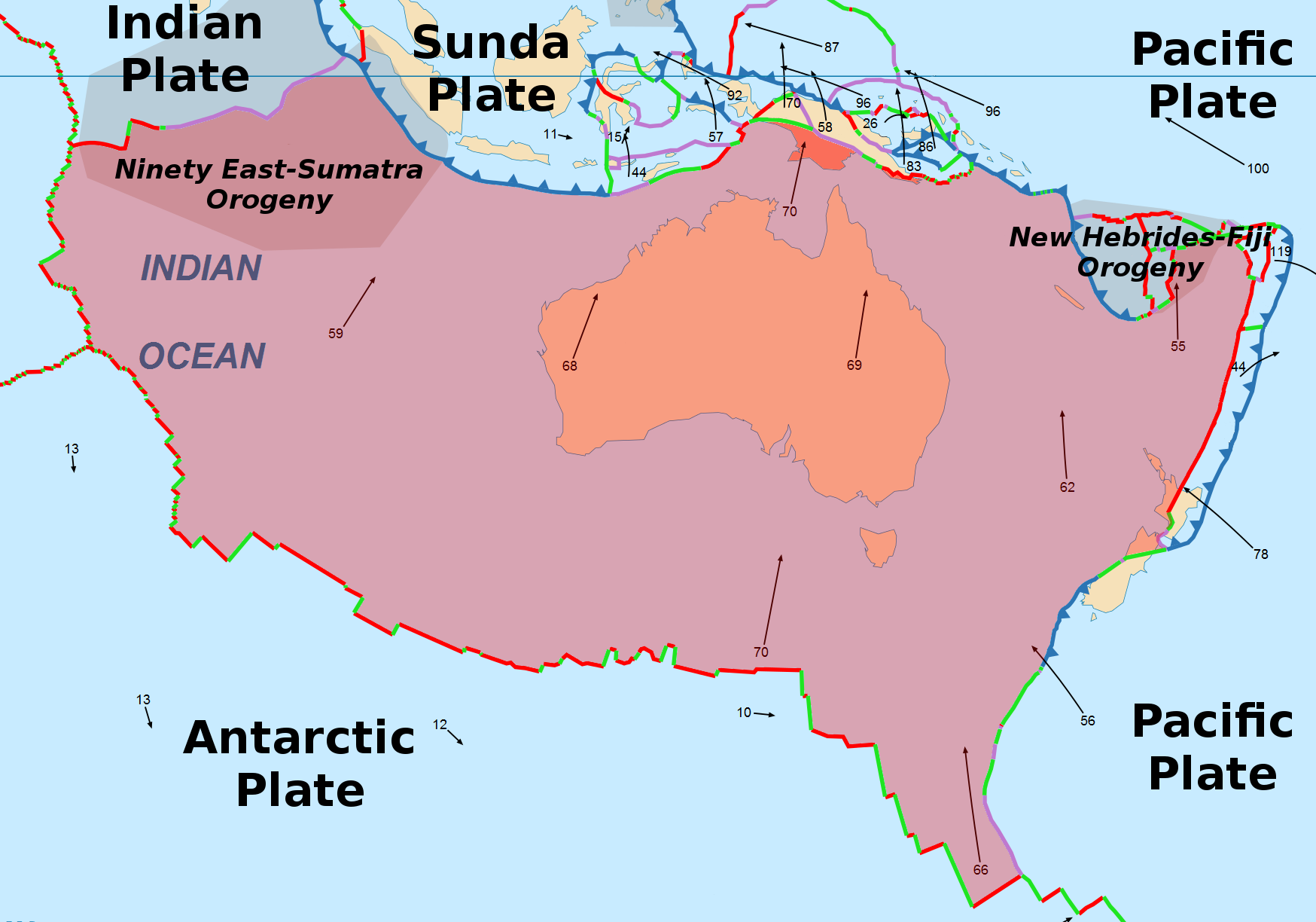
Australiska plattan

Den australiska plattan är den del av den indoaustraliska kontinentalplattan som omfattar bland annat Australien och omgivande hav. Den betraktas ibland som en självständig litosfärplatta, då det finns en seismiskt aktiv deformationszon mellan denna och den nordvästra delen, den indiska plattan.
Australiska plattans gräns mot Sundaplattan i norr utgör en aktiv subduktionszon där den australiska plattan är på väg norrut och in under Sundaplattan, vilket gett upphov till Sundagraven och den vulkaniska öbågen Sundabågen i Indonesien.
Vid den norra gränsen öster om Sundaplattan, vid de östligaste Sundaöarna och Nya Guinea, ligger ett flertal mikroplattor mellan den australiska plattan och, förutom Sundaplattan, Filippinerplattan, Karolinerplattan och Stillahavsplattan.
Gränsen i öster går bland annat vid Nya Zeeland och är till stora delar en subduktionszon där Stillahavsplattan skjuter in under Australiska plattan.
I söder gränsar plattan mot den antarktiska kontinentalplattan och allra längst i väster mot den afrikanska kontinentalplattan.

## Utveckling
Den australiska plattan var en gång en del av den södra superkontinenten Gondwana. Den blev en egen kontinentalplatta efter att från ungefär 85 till 45 miljoner år sedan ha separerats från den antarktiska kontinentalplattan.

Den indoaustraliska plattan håller på att brytas isär i ett område väster om Sumatra.

Den fristående plattan färdades norrut, tills den för cirka 43 miljoner år sedan sammanfogades med den indiska plattan, varvid den större indoaustraliska kontinentalplattan bildades.
För ungefär 10 miljoner år sedan påbörjades en deformation av den indoaustraliska plattan, som så småningom lär leda till en total delning i en indisk och en australisk kontinentalplatta. Orsaken antas vara att kontinentalplattans rörelse norrut bromsas upp mer i den västra delen, vid den indiska plattan, än i öster, där den australiska delen fortsatt att röra sig snabbare, med en hastighetsskillnad på 13 mm/år. Detta har resulterat i en deformationszon i Indiska oceanen, strax väster om Sumatra.